# ایگلمانت
ایگلمانت (به فرانسوی: Aiglemont) یک کمون در فرانسه است که در Canton of Charleville-Centre واقع شده‌است.

## خصوصیات
ایگلمانت ۸٫۸۵ کیلومترمربع مساحت و ۱٬۵۷۱ نفر جمعیت دارد و ۲۴۵ متر بالاتر از سطح دریا واقع شده‌است.